# Coptopteryx argentina
Coptopteryx argentina – gatunek modliszki z rodziny modliszkowatych i podrodziny Photinainae

## Taksonomia
Gatunek ten opisany został w 1864 roku przez Hermanna Burmeistera jako Mantis argentina.

## Opis
Wewnętrzna strona przednich bioder gładka. Przedplecze samic nierozszerzone silnie, gładkie, zielone. Tylne skrzydła przezroczyste.

## Rozprzestrzenienie
Gatunek neotropikalny, znany z Argentyny, Chile, Paragwaju, Urugwaju i brazylijskiego Rio Grande do Sul.